# Південний округ (Ізраїль)
30°40′00″ пн. ш. 34°50′00″ сх. д. / 30.66666667° пн. ш. 34.83333333° сх. д.
Південний округ — один з семи адміністративних округів Ізраїлю. Найбільший за площею (14 185 км²) та найменший за щільністю населення (94 чол/км²). На території Південного округу розташована велика частина пустелі Негев та долини Ваді-ель-Араба.
За станом на 2011 рік, чисельність населення Південного округу — 1 121 600 чол., з яких 75 % — євреї та 18 % — араби-мусульмани.
Адміністративний центр округу — Беер-Шева, найбільше місто — Ашдод.

## Транспорт
З 2019 року діє міжнародний аеропорт Рамон поблизу Ейлата.
Морський порт Ашдод є найбільшим з портів Ізраїлю. Порт Ейлата єдиний з ізраїльськіх портів розташований в Акабській затоці Червоного моря.
Найбільші міста: Ашдод, Ашкелон, Беер-Шева, Дімона та Кір'ят-Гат об'єднані мережею залізниць. Розглядається проєкт будівництва залізничної гілки до Ейлата.

## Адміністративний устрій

### Міста
У Південному окрузі розташовані 12 міст в яких проживає 995 тисяч осіб. Існують плани будівництва ще двох міст (Шапір та Касіф) для релігійного населення .
|  | Місто                     | Населення (грудень 2022 р.) | Площа кв. км. | Засноване | Статус міста |
|  | ------------------------- | --------------------------- | ------------- | --------- | ------------ |
|  | Арад ערד                  | 28 202                      | 10,261        | 1962 р.   | 1992 р.      |
|  | Ашдод אשדוד               | 226 866                     | 46,130        | 1956 р.   | 1968 р.      |
|  | Ашкелон אשקלון            | 153 167                     | 45,960        | 1949 р.   | 1951 р.      |
|  | Беер-Шева באר שבע         | 213 972                     | 117,320       | 1900 р    | 1950 р.      |
|  | Дімона דימונה             | 36 787                      | 173,010       | 1955 р.   | 1969 р.      |
|  | Ейлат אילת                | 53 216                      | 98,760        | 1951 р.   | 1967 р.      |
|  | Кір'ят-Гат קריית גת       | 64 455                      | 15,910        | 1954 р.   | 1972 р.      |
|  | Кір'ят-Малахі קריית מלאכי | 25 635                      | 4,540         | 1950 р.   | 1998 р.      |
|  | Нетівот נתיבות            | 46 358                      | 10,150        | 1956 р.   | 1988 р.      |
|  | Офакім אופקים             | 35 534                      | 10,240        | 1955 р.   | 1995 р.      |
|  | Рагат רהט                 | 78 688                      | 19,630        | 1972 р.   | 1994 р.      |
|  | Сдерот שדרות              | 33 030                      | 6,300         | 1953 р.   | 1996 р.      |

### Місцеві ради
Південніше Беер-Шеви розташована одна з двох ізраїльських місцевих промислових рад — Неот-Ховав. Крім того діють 11 місцевих рад на території підпорядкованій яким мешкають більш як 160 тисяч осіб.
| Назва                                   | Населення (грудень 2022 р.) | Площа кв. км. | Заснована |
| --------------------------------------- | --------------------------- | ------------- | --------- |
| Арара-ба-Негев ערערה בנגב • عرعرة النقب | 20 290                      | 13,970        | 1981 р.   |
| Єрухам ירוחם                            | 11 208                      | 56,050        | 1951 р.   |
| Кусейфе כסייפה • كسيفة                  | 23 864                      | 13,560        | 1982 р.   |
| Лакія לקיה • اللقية                     | 15 917                      | 5,500         | 1990 р.   |
| Легавім להבים                           | 7 214                       | 6,450         | 1985 р.   |
| Мейтар מיתר                             | 10 917                      | 39,280        | 1984 р.   |
| Міцпе-Рамон מצפה רמון                   | 5 287                       | 77,070        | 1956 р.   |
| Омер עומר                               | 7 727                       | 18,300        | 1949 р.   |
| Сегев-Шалом שגב שלום • شقيب السلام      | 12 497                      | 6,101         | 1979 р.   |
| Тель-Шева תל שבע • تل السبع             | 22 757                      | 9,430         | 1968 р.   |
| Хура חורה • حورة                        | 24 687                      | 8,710         | 1989 р.   |

### Регіональні ради
| Назва                       | Населення (грудень 2022 р.) | Площа кв. км. | Заснована | Об'єднує                                                              |
| --------------------------- | --------------------------- | ------------- | --------- | --------------------------------------------------------------------- |
| Аль-Касум אל קסום • القيصوم | 18 023                      | 38,600        | 2012 р.   | • 7 селищ • численні незареєстровані поселення та будинки             |
| Беер-Тувія באר טוביה        | 23 809                      | 127,180       | 1950 р.   | • 19 мошавів • 2 селища • 1 кібуц • 1 молодіжне селище                |
| Бней-Шимон בני שמעון        | 11 580                      | 394,120       | 1951 р.   | • 8 кібуців • 4 мошави • 1 селище                                     |
| Га-Арава הערבה              | 3 981                       | 1 512,490     | 1976 р.   | • 5 мошавів • 3 селища                                                |
| Йоав יואב                   | 9 294                       | 198,970       | 1951 р.   | • 8 кібуців • 3 мошави • 1 молодіжне селище • 1 арабське селище       |
| Ешколь אשכול                | 15 388                      | 735,520       | 1951 р.   | • 15 мошавів • 14 кібуців • 3 селища                                  |
| Лахіш לכיש                  | 14 145                      | 378,600       | 1956 р.   | • 15 мошавів • 4 селища                                               |
| Мерхавім מרחבים             | 14 824                      | 500,970       | 1951 р.   | • 15 мошавів • 1 селище                                               |
| Неве-Мідбар נווה מדבר       | 13 842                      | 32,700        | 2012 р.   | • 4 бедуїнські селища • численні незареєстровані поселення та будинки |
| Рамат-га-Негев רמת הנגב     | 8 772                       | 4 099,240     | 1954 р.   | •                                                                     |
| Сдот-Негев שדות נגב         | 11 237                      | 117,350       | 1951 р.   | • 12 кібуців • 2 мошави • 2 селища                                    |
| Тамар תמר                   | 1 584                       | 1 343,070     | 1956 р.   | 3 мошави • 2 кібуци • 1 селище                                        |
| Хевель-Еліот חבל אילות      | 4 832                       | 2 649,390     | 1964 р.   | • 10 кібуців • 2 селища                                               |
| Хоф-Ашкелон חוף אשקלון      | 19 541                      | 175,310       | 1950 р.   |                                                                       |
| Шаар-га-Негев שער הנגב      | 9 376                       | 180,780       | 1950 р.   |                                                                       |
| Шафір שפיר                  | 13 318                      | 81,860        | 1950 р.   |                                                                       |